# 卡尼奥
卡尼奥，是匈牙利绍莫吉州所辖的一个村。总面积14.52平方公里，总人口425，人口密度29.3人/平方公里（2011年1月1日）。